# Adélaïde d’Orléans

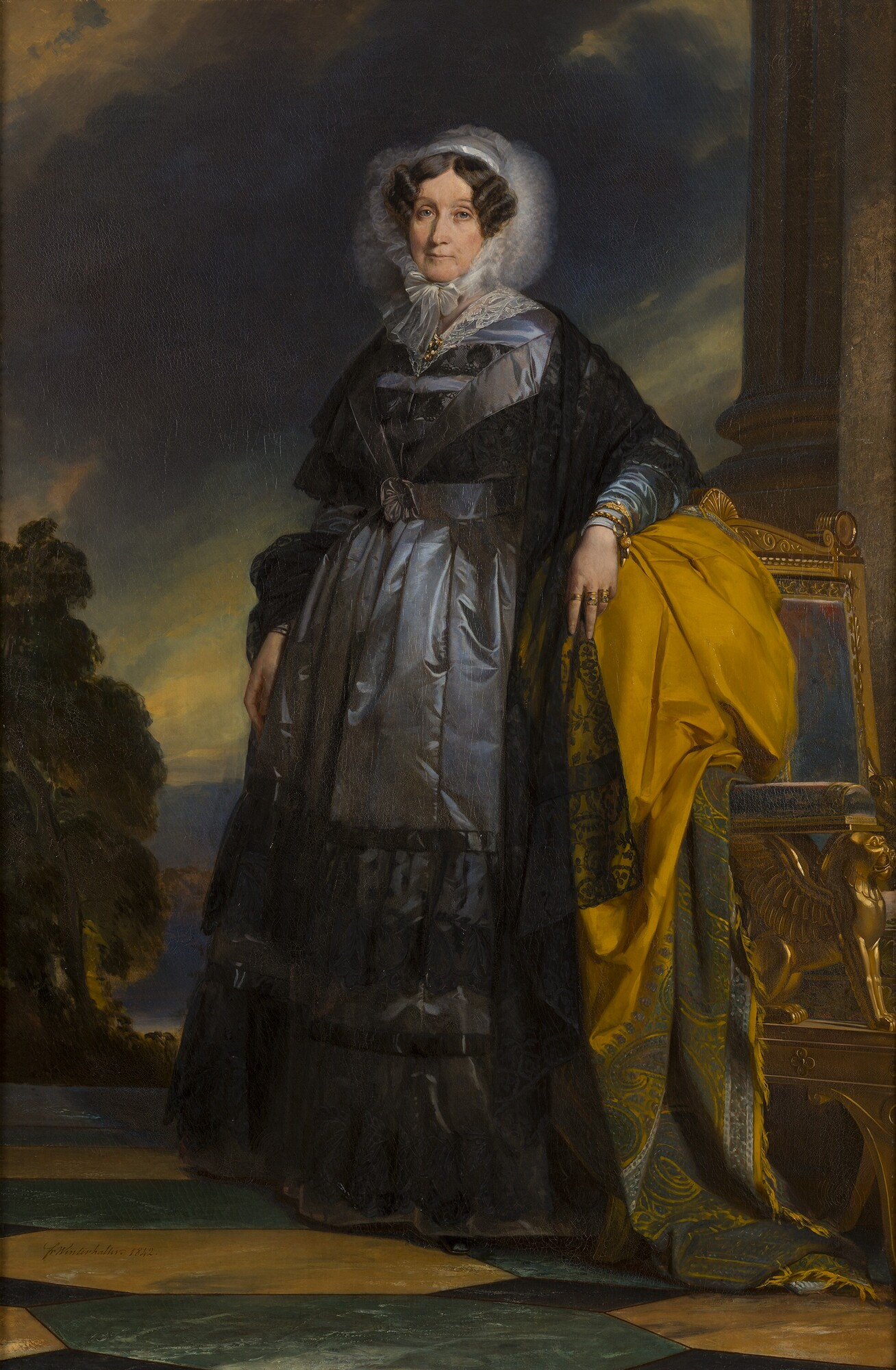
Eugène Adélaïde Louise d’Orléans

Adélaïde d’Orléans (vollständiger Name Eugène Adélaïde Louise d’Orléans), auch genannt Mademoiselle d’Orléans (* 23. August 1777 im Palais Royal in Paris; † 31. Dezember 1847 im Palais des Tuileries in Paris), war ein Mitglied der französischen Königsfamilie aus dem Haus Orléans und Schwester von König Ludwig Philipp I. von Frankreich.

## Leben
Adélaïde und ihre Zwillingsschwester Françoise (1777–1782) waren die einzigen Töchter von Herzog Ludwig Philipp II. Joseph von Orléans, der 1793 guillotiniert wurde, und seiner Frau Louise Marie Adélaïde de Bourbon-Penthièvre, Tochter von Louis Jean Marie de Bourbon, duc de Penthièvre. 

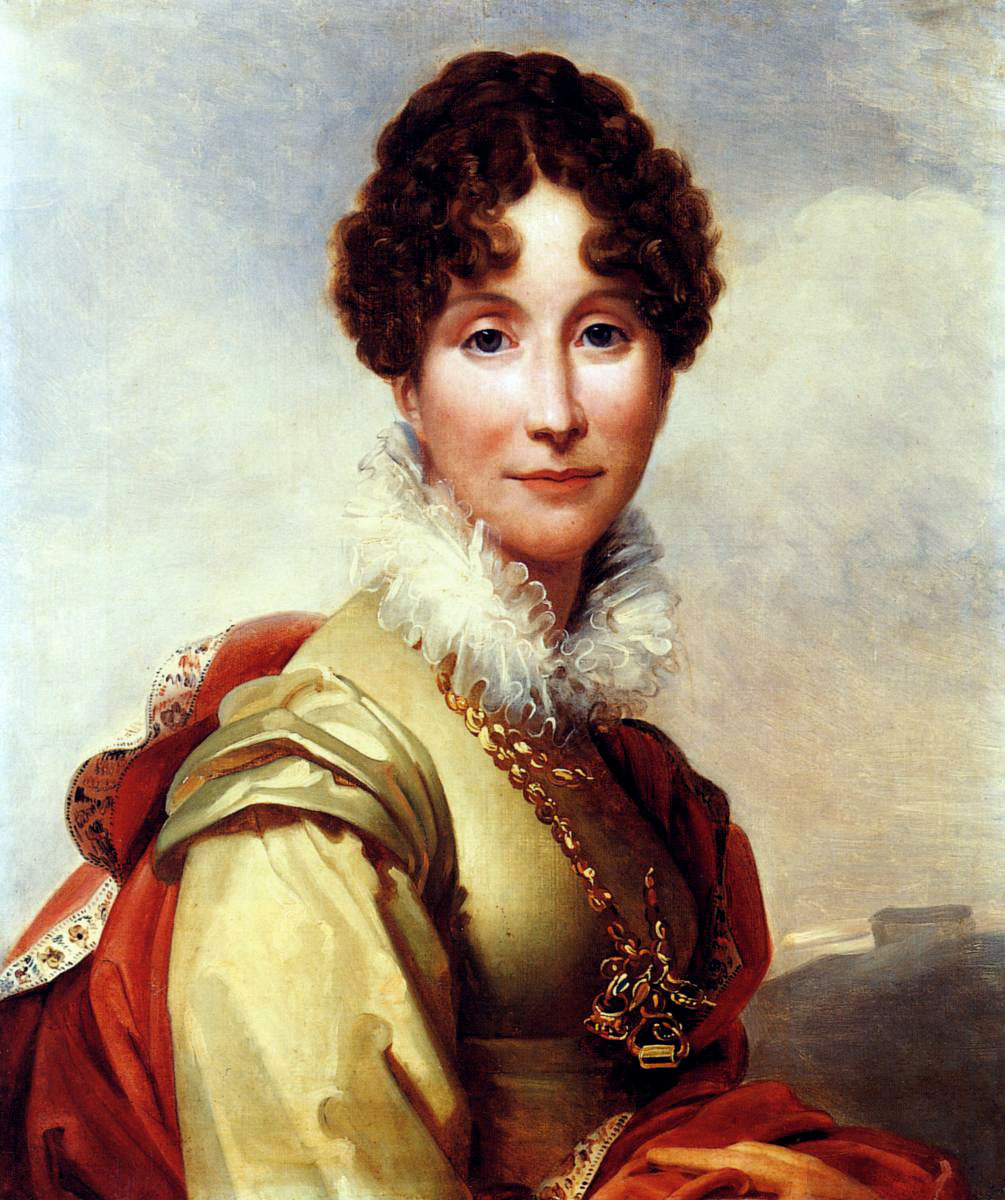
Adélaïde d’Orléans

Damit stammte sie väterlicherseits vom jüngeren Bruder Ludwigs XIV. ab, mütterlicherseits vom Comte de Toulouse, einem legitimierten Sohn von Ludwig XIV. und Madame de Montespan. Da sie allerdings auch noch ein Nachkomme des Regenten Philipp II. von Orléans und dessen Frau Françoise Marie von Bourbon-Blois, einer legitimierten Tochter Ludwigs XIV. war, war sie auch auf diesem Weg eine direkte Nachfahrin des Sonnenkönigs. 
Als 1814 der Graf von Provence als König Ludwig XVIII. den französischen Thron bestieg, kehrten sie nach Frankreich zurück. 1824 kaufte Madame Adélaïde , wie sie nun genannt wurde, das Schloss Randan und ließ es vollständig renovieren. Durch die Julirevolution wurde König Karl X. zur Abdankung gezwungen und ging nach England ins Exil. An die Macht gelangte das Finanzbürgertum, dessen Schützling ihr Bruder war. Herzog Louis Philippe von Orléans, ein Vetter Karls X. aus der Nebenlinie der Bourbonen, wurde König der Franzosen (der „Bürgerkönig“). Danach begann die Periode der „Julimonarchie“, die als Goldenes Zeitalter des französischen Bürgertums galt. Zwei Monate vor dem Sturz ihres Bruders, dem sie eine loyale Beraterin und Vertraute war, starb Prinzessin Adélaïde von Orléans und wurde in der Chapelle royale Saint-Louis zu Dreux bestattet.
Ihr zu Ehren wurde die 1826 von Henri-Antoine Jacques gezüchtete Ramblerrose benannt.
| Ahnentafel Eugène Adélaïde Louise d’Orléans  | Ahnentafel Eugène Adélaïde Louise d’Orléans                                                                                         | Ahnentafel Eugène Adélaïde Louise d’Orléans                                                                     | Ahnentafel Eugène Adélaïde Louise d’Orléans                                                                | Ahnentafel Eugène Adélaïde Louise d’Orléans                                                                | Ahnentafel Eugène Adélaïde Louise d’Orléans                                                            | Ahnentafel Eugène Adélaïde Louise d’Orléans                                                                          | Ahnentafel Eugène Adélaïde Louise d’Orléans                                                               | Ahnentafel Eugène Adélaïde Louise d’Orléans                                                             |
| -------------------------------------------- | --- | --- | --- | --- | --- | --- | --- | --- |
| Ururgroßeltern                               | König Ludwig XIV. von Frankreich (1638–1715) mit Françoise-Athénaïs de Rochechouart de Mortemart, marquise de Montespan (1640–1707) | Anne-Jules de Noailles (1650–1708) ⚭ 1671 Marie Françoise de Bournonville (1656–1748)                           | Rinaldo d’Este (1655–1737) ⚭ 1696 Charlotte Felicitas von Braunschweig-Lüneburg (1671–1710)                | Philippe II. de Bourbon, duc d’Orléans (1674–1723) ⚭ 1692 Françoise Marie de Bourbon (1677–1749)           | Philippe II. de Bourbon, duc d’Orléans (1674–1723) ⚭ 1692 Françoise Marie de Bourbon (1677–1749)       | Markgraf Ludwig Wilhelm (Baden-Baden) (1655–1707) ⚭ 1690 Franziska Sibylla Augusta von Sachsen-Lauenburg (1675–1733) | François Louis de Bourbon, prince de Conti (1664–1709) ⚭ 1688 Marie Therese von Bourbon-Condé (1666–1732) | Louis III. de Bourbon, prince de Condé (1668–1710) ⚭ 1685 Louise Françoise de Bourbon (1673–1743)       |
| Urgroßeltern                                 | Louis-Alexandre de Bourbon, comte de Toulouse (1678–1737) ⚭ 1723 Marie Victoire Sophie de Noailles, (1688–1766)                     | Louis-Alexandre de Bourbon, comte de Toulouse (1678–1737) ⚭ 1723 Marie Victoire Sophie de Noailles, (1688–1766) | Francesco III. d’Este (1698–1780) ⚭ 1720 Charlotte Aglaé d’Orléans (1700–1761)                             | Francesco III. d’Este (1698–1780) ⚭ 1720 Charlotte Aglaé d’Orléans (1700–1761)                             | Louis I. de Bourbon, duc d’Orléans (1703–1752) ⚭ 1724 Auguste von Baden-Baden (1704–1726)              | Louis I. de Bourbon, duc d’Orléans (1703–1752) ⚭ 1724 Auguste von Baden-Baden (1704–1726)                            | Louis Armand II. de Bourbon, prince de Conti (1695–1727) ⚭ 1713 Louise Elisabeth de Bourbon (1693–1775)   | Louis Armand II. de Bourbon, prince de Conti (1695–1727) ⚭ 1713 Louise Elisabeth de Bourbon (1693–1775) |
| Großeltern                                   | Louis Jean Marie de Bourbon, duc de Penthièvre (1725–1793) ⚭ 1744 Maria Teresa Felicita d’Este (1726–1754)                          | Louis Jean Marie de Bourbon, duc de Penthièvre (1725–1793) ⚭ 1744 Maria Teresa Felicita d’Este (1726–1754)      | Louis Jean Marie de Bourbon, duc de Penthièvre (1725–1793) ⚭ 1744 Maria Teresa Felicita d’Este (1726–1754) | Louis Jean Marie de Bourbon, duc de Penthièvre (1725–1793) ⚭ 1744 Maria Teresa Felicita d’Este (1726–1754) | Louis Philippe I. de Bourbon, duc d’Orléans (1725–1785) ⚭ 1743 Louise Henriette de Bourbon (1726–1759) | Louis Philippe I. de Bourbon, duc d’Orléans (1725–1785) ⚭ 1743 Louise Henriette de Bourbon (1726–1759)               | Louis Philippe I. de Bourbon, duc d’Orléans (1725–1785) ⚭ 1743 Louise Henriette de Bourbon (1726–1759)    | Louis Philippe I. de Bourbon, duc d’Orléans (1725–1785) ⚭ 1743 Louise Henriette de Bourbon (1726–1759)  |
| Eltern                                       | Philippe Égailté (1747–1793) ⚭ 1769 Louise Marie Adélaïde de Bourbon (1753–1821)                                                    | Philippe Égailté (1747–1793) ⚭ 1769 Louise Marie Adélaïde de Bourbon (1753–1821)                                | Philippe Égailté (1747–1793) ⚭ 1769 Louise Marie Adélaïde de Bourbon (1753–1821)                           | Philippe Égailté (1747–1793) ⚭ 1769 Louise Marie Adélaïde de Bourbon (1753–1821)                           | Philippe Égailté (1747–1793) ⚭ 1769 Louise Marie Adélaïde de Bourbon (1753–1821)                       | Philippe Égailté (1747–1793) ⚭ 1769 Louise Marie Adélaïde de Bourbon (1753–1821)                                     | Philippe Égailté (1747–1793) ⚭ 1769 Louise Marie Adélaïde de Bourbon (1753–1821)                          | Philippe Égailté (1747–1793) ⚭ 1769 Louise Marie Adélaïde de Bourbon (1753–1821)                        |
| Eugène Adélaïde Louise d’Orléans (1777–1847) | | | | | | | | |